# Julia Alexandratou
Julia Alexandratou (en griego: Τζούλια Αλεξανδράτου) (Glyfada, Periferia de Ática; 24 de noviembre de 1985) es una modelo de glamur, cantante, actriz y actriz pornográfica griega. En 2002, a los 16 años, ganó el título de concurso de belleza «Miss Joven» en Grecia. Cuatro años más tarde, Alexandratou ganó el título de «Miss Grecia Internacional 2006» (también llamado «B Star Hellas 2006») en el concurso de belleza Star Hellas. Más tarde admitió que le habían pagado por su participación en la competición. En 2011, Alexandratou volvió a atraer la polémica, tras la publicación de un segundo vídeo pornográfico.

## Biografía

### Infancia
Nació en noviembre de 1985, de padre originario de Cefalonia, llamado Zissimos Alexandratos, y de madre londinense, llamada Allison Hunt-Alexandratou. Su padre es ingeniero mecánico, mientras que su madre es una antigua modelo. También tiene una hermana tres años mayor que ella, Artemis Alexandratou.
Desde muy joven, junto con su madre, modeló en numerosas revistas y anuncios de moda infantil. Ha sido modelo desde los cuatro años y también ha participado y ganado en muchos concursos de belleza. A los siete años se matriculó en clases de ballet, y más tarde en formación vocal y de interpretación, donde se dice que mostró un gran potencial. En 2002, con sólo 16 años, Alexandratou se presentó al concurso de belleza «Miss Joven», donde obtuvo el primer puesto.
A raíz de problemas familiares, Alexandratou vivió en Londres con su madre durante un par de años. Tras estos tiempos, se retiró de su formación artística. Como resultado de la vida en Reino Unido, así como del origen de su madre, Alexandratou domina el idioma inglés.

### Carrera profesional

#### 2006-2009:. modelaje, presentadora y música
En 2006, Alexandratou participó en la 17.ª edición del concurso anual de belleza Star Hellas, que tuvo lugar el 9 de abril de 2006 (semifinal) y el 11 de abril de 2006 (final). Alexandratou no consiguió el primer puesto, mientras que su reacción facial negativa ante los resultados en pantalla, fue ridiculizada por los medios de comunicación.
Hizo su primera aparición después del concurso en un programa en directo del reality show griego Fame Story 4, y fue cantante invitada en la canción griega Mono Ya Sena con el concursante de la edición anterior, Andreas Constantinidis. El dúo fue el primer sencillo de su álbum de debut, y también grabaron juntos un vídeo musical para la canción.
Unos meses más tarde, Alexandratou se convirtió en copresentadora del exitoso programa de televisión griego Megalicious Chart Live!, junto a la presentadora de MAD TV Themis Georgandas. Durante ese periodo, hizo muchas apariciones en televisión y, en el transcurso de un año, apareció en más de 10 portadas de revistas como Vogue, Nitro, Diva y Celebrity.
Su posterior fama la llevó a presentar un programa de televisión llamado Music Bee, junto con su amigo Stathis Etiatoglou. El programa se estrenó con grandes expectativas, con un formato centrado en las noticias musicales de Grecia y el extranjero. Sin embargo, los índices de audiencia del programa no tardaron en bajar.
En 2007, lanzó dos sencillos con Sony Music Entertainment Greece titulados I Vassilissa tis Pistas y Stohos Ine ta Lefta, respectivamente. Ese mismo año, Alexandratou debutó en el cine en una comedia griega dirigida por Nikos Perakis, interpretando el papel de una cantante llamada Areti. Stohos Ine ta Lefta sirvió de tema para la película.
En abril de 2008, Alexandratou posó en la portada de la revista Nitro, asumiendo el papel de Marilyn Monroe. Fue votada por los lectores de la revista como la mejor opción para realizar el reportaje de la edición especial. En otoño del mismo año, empezó a actuar en sus primeras apariciones en concierto en un club nocturno ateniense junto al cantante griego Panos Kalidis. A finales de 2008, lanzó su sencillo Honolulu, que es una versión de una canción escrita por Nikos Karvelas. Karvelas expresó posteriormente su indignación por el hecho de que la canción fuera versionada sin su consentimiento.

#### Otras actividades: carrera pornográfica
El 3 de marzo de 2010, se empezó a vender en muchos puntos de Grecia un DVD en el que se veía a Alexandratou manteniendo relaciones sexuales con un hombre entonces no identificado. La cara del hombre no se ve en todo el vídeo y durante un tiempo, tras la publicación del DVD, corrió el rumor no confirmado de que se trataba del actor y director pornográfico francés Ian Scott. Cuando los periodistas les preguntaron por primera vez sobre este vídeo, Alexandratou y su representante, Menios Fourthiotis, declararon que era la primera vez que oían hablar de él y que pensaban que era una broma o un intento de chantaje.
Sin embargo, el propietario de Sirina Entertainment (la empresa que lo distribuyó), Dimitris Sirinakis, declaró: "No puedo revelar cómo ni de quién obtuve el vídeo sexual, pero puedo asegurar que se obtuvo legalmente". Un día después de su lanzamiento, se dijo que se habían vendido más de 200 000 copias. Poco después, Alexandratou apareció en uno de los noticiarios de Star Channel, en el que afirmó que el vídeo había sido filmado exclusivamente para uso personal y también declaró, sin revelar la verdadera identidad del hombre no identificado, que su nombre de pila era Giorgos y que fue él quien filtró el vídeo, para perjudicar su imagen pública.
El 17 de marzo de 2010, Alexandratou apareció en el programa de televisión Axizi na to Dis de la presentadora griega Tatiana Stefanidou, en el que admitió que le habían pagado por adelantado por su participación en el vídeo, confirmando así que se trata de un vídeo pornográfico profesional y no amateur. El DVD vendió más de 100 000 copias en los quioscos.
El rumor de que el hombre no identificado es Scott fue confirmado por el propio actor, que apareció en el episodio del programa de televisión Ola 10, del presentador griego Themos Anastassiadis, emitido el 3 de mayo de 2010, en el que admitió que era la pareja sexual de Alexandratou en el vídeo.
El 15 de mayo de 2010, Alexandratou, Scott y Fourthiotis aparecieron juntos en el espectáculo de entretenimiento para adultos Athens Erotica, celebrado en Atenas, donde Alexandratou y Scott se besaron públicamente.
El 29 de noviembre de 2010, Alexandratou comenzó a presentar un programa que se emite una vez a la semana en la cadena de televisión local ateniense Extra 3.
El 4 de febrero de 2011, salió a la venta en Grecia un segundo DVD producido por Sirina Entertainment con Alexandratou como protagonista junto a dos actores pornográficos masculinos de raza negra. El DVD se considera una secuela del primer vídeo, ya que se titula Julia 2 Mavri. En la película para adultos, Julia aparece caminando desnuda por las calles de Voula en busca de amor, que finalmente encuentra. Las escenas presentan actos sexuales explícitos, en forma de pornografía dura.

### Vida personal
Alexandratou afirmó tener una relación con el famoso mánager de estrellas griegas y celebridades Elias Psinakis, ex mánager del cantante griego Sákis Rouvás. Ambos fueron presentados en la primavera de 2006 tras el concurso. Psinakis fue uno de los jueces del reality show griego Dream Show, donde su hermana Artemis era concursante. En enero de 2007, Psinakis posó en la portada de un número de la revista griega Trypaki. Julia realizó una entrevista para este número, en la que ambos anunciaron su relación. A finales de 2009, compró una casa en Ekali, un barrio de Atenas.